# Darwin García
Darwin García Marchena (Piura, 9 de septiembre de 1976) es un admininstrador de empresas y político peruano. Ejerció el cargo de alcalde del distrito de Veintiséis de Octubre, en la provincia de Piura, en el departamento del mismo nombre del 1 de enero de 2019 al 31 de diciembre de 2022.

## Biografía
Nació en Piura el 9 de septiembre de 1976 y ha vivido toda su vida en el Centro Urbano San Martín, capital del distrito Distrito Veintiséis de Octubre. Realizó sus estudios superiores en el Instituto Peruano de Administración de Empresas (IPAE) y posteriormente en la Universidad Nacional de Piura.
En 2018 anunció su postulación a la alcaldía de Veintiséis de octubre y, a sus 42 años, García Marchena se convirtió, con el 26% de votos válidos, en el segundo alcalde de este joven distrito, superando por 1555 votos a su más cercano contendor, Fabriciano Cunya.